# Diplethmus mexicanus
Diplethmus mexicanus är en mångfotingart som beskrevs av Cook 1899. Diplethmus mexicanus ingår i släktet Diplethmus, och familjen Ballophilidae.
Artens utbredningsområde är:
- Colombia (Chile).
- Peru.

```
Inga 
underarter
 finns listade i 
Catalogue of Life
.
[
3
]
```